# Petőfiszállás
Petőfiszállás je selo u središnjoj Mađarskoj.
Zauzima površinu od 67,78 km četvornih.

## Zemljopisni položaj
Nalazi se u regiji Južni Alföld, na 46°37' sjeverne zemljopisne širine i 19°50' istočne zemljopisne dužine. 

## Upravna organizacija
Upravno pripada kiškunfeleđhaskoj mikroregiji u Bačko-kiškunskoj županiji. Poštanski broj je 6113.

## Promet
Iako je malo selo, u njemu i susjednom seocetu Kóvágóéru se nalaze željezničke postaje.

## Stanovništvo
U Petőfiszállásu živi 1666 stanovnika (2002.). 